# Aeroporto Eppley
L'Aeroporto Eppley (IATA: OMA, ICAO: KOMA) (in inglese: Eppley Airfield), è un aeroporto situato a 5 km a nord est della città di Omaha, nello Stato del Nebraska, Stati Uniti d'America. 
La struttura è dotata di 3 piste di cemento e asfalto, la cui principale è lunga 2896 m e con orientamento RWY 14R/32L, l'altitudine è di 300 m. L'aeroporto è aperto al traffico commerciale 24 ore al giorno ed è uno degli hub per la compagnia aerea statunitense Frontier Airlines.